# Pneumocystis carinii
A Pneumocystis jirovecii (korábban P. carinii) a Pneumocystis genus egyik gombája. Az emberi szervezetre is veszélyes kórokozó, különösen az immunhiányos gazdaszervezetek körében. Mielőtt emberspecifikus kórokozóként definiálták, a P. jirovecii P. carinii-ként (ez kimutatható állatokban is) volt ismert. 

## Életcilus
A teljes életciklusa ennek a fajnak nem ismert, de tudunk következtetni a genus más tagjaiból. Zoológiai terminusok szerint a protozoák közé tartozik. Extracelluláris parazita. Minden esetben tüdőben mutatták ki őket, ugyanis nem lehet kitenyészteni élő organizmuson kívül, ezért a direkt vizsgálata az élő Pneumocystis-nak meglehetősen bonyolult. A trophozoita stádiumot úgy tekintik, hogy egyenértékű más fajok (például Schizosaccharomyces) úgynevezett vegetatív állapotával, amelyek a Pneumocystis-szal egyetemben a gombák országának Taphrinomycotina ágához tartoznak. A trophozoita stádium egysejtű, amőboidokra jellemző, és szorosan kapcsolódik a gazdasejtekhez. A folyamat végén olyan gömbciszták képződnek, amelyek vastagabb falúak. Ezekben az aszkusz-szerű cisztákban nyolc spóra képződik, amelyek felszabadulnak a ciszta falának repedése révén. A ciszták gyakran összeomlanak, és a megfestett szövetekben félhold alakú testek képződnek. Az, hogy a meiózis a cisztákban zajlik-e, vagy hogy a különféle sejttípusok milyen genetikai státuszt mutatnak, egyelőre nem ismert.

### Homothallizmus
A P. jirovecii életciklusa ivaros és ivartalan fázisokat is tartalmaz. Az ivartalan folyamatban haploid sejtek szekunder szaporodása valószínűleg bináris hasadással történik. A szaporodás módja elsődlegesen a homothallizmus, amely az önmegtermékenyülés egyik formája. Az ivaros szakasz a gazda tüdejében zajlik. Ez a fázis feltételezi, hogy egy diploid zigóta képződik, amelyet meiózis követ, majd egy aszkusz képződik, nyolc haploid aszkospórával. Az aszkospórák főként levegő útján kerülhetnek át az új gazdaszervezetekbe.

## Orvosi relevancia
A Pneumocystis pneumonia veszélyes betegség immunbetegségben szenvedő betegek, különösen a HIV-vel szenvedő betegek esetében, de olyan immunrendszeri betegeknél is, ahol más okokból, például csontvelőátültetés miatt az immunrendszer jelentős gyengítésére volt szükség. Normál immunrendszerrel rendelkező embereknél ez szintén rendkívül gyakori, ugyanakkor csendesen lezajló fertőzés. 
A tüdőszövetben az I. típusú pneumociták és a II. Típusú pneumociták methenaminnal (ezüst elszíneződés) azonosíthatók. Az alveoláris hámszövetben túl nagy mértékben replikálódnak és károsítják azt, akár fulladásos halált okozva. A folyadék az alveolusokba szivárog, és a hematoxilin az eozinnal festett lemezeken méhsejt alakban váladék képződik. Kiválasztott gyógyszer a trimetoprim / szulfametoxazol, pentamidin vagy dapson. HIV-páciensekben a legtöbb eset akkor fordul elő, amikor a CD4 száma 200 sejt / mikroliter alatt van.

## Nomenklatúra
Először a Pneumocystis carinii nevet alkalmazták mind a patkányokban, mind az emberekben található organizmusokra, mivel a parazitáról még nem volt ismert a gazdaspecifikus tulajdonsága. Először 1976-ban javasolták a "Pneumocystis jiroveci" elnevezést, hogy megkülönböztessék az emberben található szervezetet a többi állatban élő Pneumocystis változatától. A szervezetet így Otto Jirovec cseh parazitológus tiszteletére nevezték el, aki 1952-ben írta le a Pneumocystis tüdőgyulladást az emberekben. Miután a DNS-elemzés jelentős különbségeket mutatott az emberi változatban, a javaslatot 1999-ben ismét előterjesztették, és ma már ezt használják.
A nevet az Állattani Nómenklatúra Nemzetközi Kódexének megfelelően írták le, mivel protozoa szervezetnek hitték. Miután egyértelművé vált, hogy gombáról van szó, a nevét Pneumocystis jirovecii-re változtatták az algákra, gombákra és növényekre vonatkozó nemzetközi nómenklatúra-kódex (ICNafp) szerint, amely megköveteli, hogy ezeket a neveket dupla i (ii) -vel írják. Mindkét helyesírást gyakran használják, de az ICNafp szerint a P. jirovecii a helyes. Az ICNafp ezzel szemben elismeri az 1976-os kiadvány érvényességét, és feleslegessé teszi az 1999. évi javaslatot, így a Pneumocystist és a P. jiroveci-t idézi az ICN 45. cikk (Ex 7.) változásának példáira. A P. jiroveci név tipizált az 1960-as évekbeli boncolásokból származó mintákkal. 

## APneumocystisgenus
Mivel a Pneumocystis fajokat nem szabad tenyészteni, ezért az emberi betegséget okozó élősködő, a P. jirovecii elérhetősége korlátozott. Ennélfogva a Pneumocystis teljes genomjának vizsgálata nagyrészt a valódi P. carinii-n alapul, amelyet kísérleti patkányokból lehet beszerezni, és fertőzésekkel fenntarthatók. Más fajok, például a P. jirovecii genetikai anyaga összehasonlítható a P. carinii genomjával. A P. jirovecii genomját bronhoalveoláris mosásmintából szekvenálják. A genom kicsi, alacsony G + C tartalommal, és hiányzik a legtöbb aminosav bioszintézishez szükséges enzim.

## Történet
A nemzetség a legkorábbi jelentés szerint 1909-ben jelent meg Charlos Changas jóvoltából, aki kísérleti állatokban fedezte fel, de összetévesztette a Trypanosoma cruzi (a Chagas-betegség okozója) életciklusának egy részével, majd később mindkét szervezetet Schizotrypanum cruzi-nak nevezte, amely az emberfertőző tripánoszóma egyik formája. Antonio Carini 1910-ben számolt be a Pneumocystis ciszták újbóli felfedezéséről Brazíliában is. A nemzetséget majd 1912-ben újból felfedezték, ezúttal a párizsi Pasteur Intézetben, akik patkányokban találták meg és Carini után a Pneumocystis carinii nemzetség és faj nevet javasolták. 
Két pneumatikus kutató, van der Meer és Brug, 1942-ben írta le a pneumocystist emberi kórokozóként, akik három új esetben találták meg őket: egy 3 hónapos csecsemőben, aki veleszületett szívbetegségben szenvedett, és a 104 boncolási eset közül kettőben – 4 egy hónapos csecsemő és egy 21 éves felnőtt holttestében. Mivel csak egy leírt faj volt a nemzetségben, úgy vélték, hogy az emberi parazita nem más, mint a P. carinii. Kilenc évvel később (1951), Dr. Josef Vanek a prágai Károly Egyetemen (az akkori Csehszlovákia) egy 16 gyermektől származó tüdőben végzett vizsgálatban kimutatta, hogy a "P. carinii" jelzésű organizmus okozza a tüdőgyulladást az alanyokban. A következő évben Jírovec a P. carinii-t jelentette az újszülöttek intersticiális tüdőgyulladásának okaként. Később rájöttek, hogy az emberekbõl származó Pneumocystis nem képes megfertõzni a kísérleti állatokat, például a patkányokat, valamint hogy a Pneumocystis patkányformája fiziológiában különbözik és eltérő antigén tulajdonságokkal rendelkezik, Frenkel ismerte el elsőként az emberi kórokozót különálló fajként. Pneumocystis jiroveci-nek nevezte el (P. jirovecii-re korrigálva – lásd a fenti nómenklatúrát). Ám a P. carinii újranevezése továbbra is ellentmondásos volt az emberekben, ezért mindkét név továbbra is megjelenik a publikációkban. Kizárólag a P. jirovecii nevet használják az emberi kórokozóra, míg a P. carinii név sok fajra és szélesebb körben is alkalmazható. Frenkel és az előtte lévők azt hitték, hogy az összes Pneumocystis egysejtű organizmusok, ám hamarosan bizonyítékok gyűltek össze arról, hogy a Pneumocystis gombák nemzetségébe tartozik. A legújabb tanulmányok azt mutatják, hogy ez szokatlan, bizonyos értelemben primitív Ascomycota nemzetség, amely az élesztőcsoporthoz kapcsolódik. Minden vizsgált főemlősnek, beleértve az embereket is, megvan a maga Pneumocystis típusa, amely képtelen más keresztező fertőzésre, és együtt fejlődik az egyes fajokkal. Jelenleg csak öt fajt kapott hivatalosan elnevezést: az emberekből származó P. jirovecii, az eredetileg patkányokból származó P. carinii, az egerekből származó P. murina, az egerekből származó P. murina, és P. wakefieldiae, amit patkányokból és nyulakból mutattak ki. 
Az emberből származó P. carinii történelmi és még legfrissebb jelentései régebbi osztályozásokon alapulnak (amelyeket még mindig sokan használnak, vagy azok, ahol még mindig vitatják a különféle fajok elismerését a Pneumocystis nemzetségben). Ez nem azt jelenti, hogy a patkányokból származó valódi P. carinii valóban fertőz emberekben. Egy közbenső osztályozási rendszerben a különböző emlősökön lévő taxonokat formae speciales-nek nevezték. Például az emberi "formát" Pneumocystis carinii f-nek hívták. [vagy f. sp.] hominis, míg az eredeti patkányfertőző formát Pneumocystis carinii f. [vagy f. sp.] carinii. Ezt a terminológiát egyes kutatók még mindig használják. A Chagas által eredetileg látott Pneumocystis fajokat még nem nevezték el különálló fajnak. Valószínűleg sok más, le nem írt faj létezik, és azokat, amelyek sok emlősben kimutattak, csak a tüdőszövetből vagy folyadékból származó molekuláris minták detektálása, és nem pedig a közvetlen fizikai megfigyelés útján ismertek, így jelenleg számunkra sok a rejtélyes taxon.

## Fordítás
- Ez a szócikk részben vagy egészben  a   Pneumocystis jirovecii című angol Wikipédia-szócikk fordításán alapul.  Az eredeti cikk szerkesztőit annak laptörténete sorolja fel. Ez a jelzés csupán a megfogalmazás eredetét és a szerzői jogokat jelzi, nem szolgál a cikkben szereplő információk forrásmegjelöléseként.